# Daniel Mider
Daniel Dariusz Mider – polski politolog, doktor habilitowany nauk społecznych, adiunkt na Wydziale Nauk Politycznych i Studiów Międzynarodowych Uniwersytetu Warszawskiego. Specjalizuje się m.in. w kwestiach partycypacji politycznej w internecie, białego wywiadu, cyberterroryzmu i informatyki społecznej. 

## Kariera naukowa i zawodowa
W dniu 11 czerwca 2008 r. uzyskał na ówczesnym Wydziale Dziennikarstwa i Nauk Politycznych UW stopień doktora nauk humanistycznych w zakresie nauk o polityce na podst. pracy Formy partycypacji politycznej w Internecie, której promotorem był Jan Błuszkowski. 11 lipca 2018 r. na tym samym wydziale, noszącym już wówczas nazwę Wydziału Nauk Politycznych i Studiów Międzynarodowych UW, uzyskał stopień doktora habilitowanego nauk społecznych w dyscyplinie nauk o polityce na podst. dorobku naukowego i rozprawy Polacy wobec przemocy politycznej. Studium typów postaw i ocen moralnych.  
Był członkiem kadry naukowo-dydaktycznej Instytutu Nauk Politycznych UW, zaś po reorganizacji wydziału z 2019 r., w ramach której instytuty zostały zastąpione przez katedry, wszedł w skład zespołu Katedry Socjologii Polityki i Marketingu Politycznego.
Od 2001 r. pracuje równolegle w Centrum Badań Marketingowych "Indicator", którego jest wicedyrektorem. Jest także założycielem Instytutu Badań nad Człowiekiem i Społeczeństwem im. Elżbiety Mider z d. Korzun. Posiada uprawnienia certyfikowanego informatyka śledczego. 

## Działalność polityczna
W latach 90. XX w. był członkiem władz Unii Społeczno-Narodowej – partii politycznej inspirującej się m.in. myślą społeczną ruchu "Zadruga". USN rozwiązała się w 1997 roku.